# 사허커우구

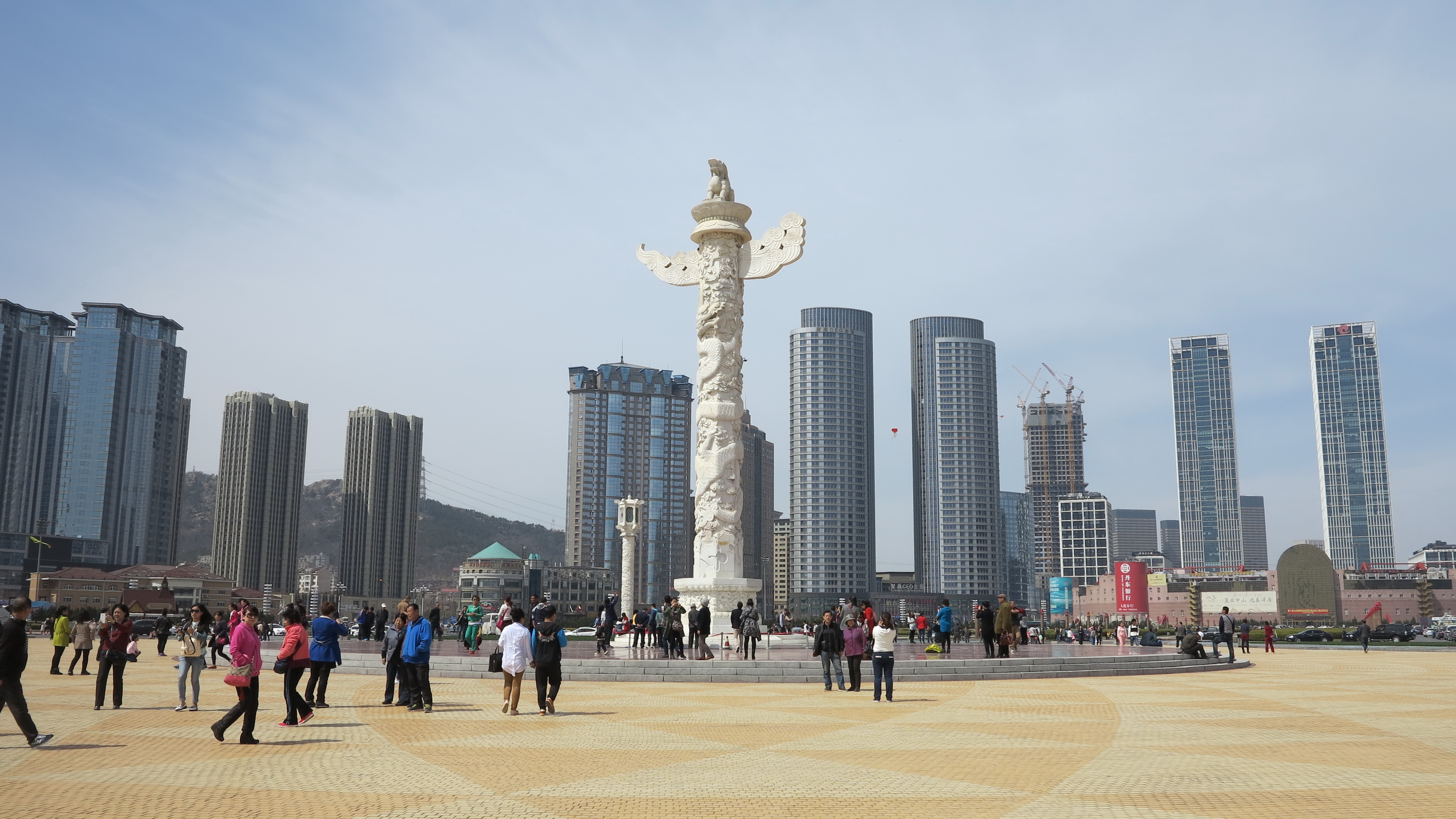

사허커우구(한국어: 사하구구, 중국어: 沙河口区, 병음: Shākékǒu Qū)는 중화인민공화국 랴오닝성 다롄시의 행정구역이다. 넓이는 49km2이고, 인구는 2007년 기준으로 640,000명이다.

## 행정 구역
10개 가도를 관할한다.
- 가도: 莲花山街道, 春柳街道, 星海湾街道, 兴工街道, 中山公园街道, 南沙街道, 李家街道, 马栏街道, 白山路街道, 黑石礁街道.